# Semirossia
Semirossia (лат.) — род головоногих моллюсков из семейства сепиолиды (Sepiolidae). Длина тела до 5 см. Обитают в водах Тихого и Атлантического океанов на глубине от 13 до 2622 м. Они безвредны для человека, вид Semirossia tenera является объектом коммерческого промысла.

## Классификация
На май 2022 года в род включают 3 вида:
- Semirossia equalis Voss, 1950
- Semirossia patagonica Smith, 1881
- Semirossia tenera (Verrill, 1880)